# Heitor da Silva Costa
Heitor da Silva Costa, född 25 juli 1873 i Rio de Janeiro i Brasilien, död 21 april 1947, var en brasiliansk civilingenjör, som ritade och konstruerade kristusstatyn Cristo Redentor. År 1924 vann Silva Costa en tävling för konstruktion av monumentet Cristo Redentor som skulle uppföras på berget Corcovado i Rio de Janeiro.

## Biografi

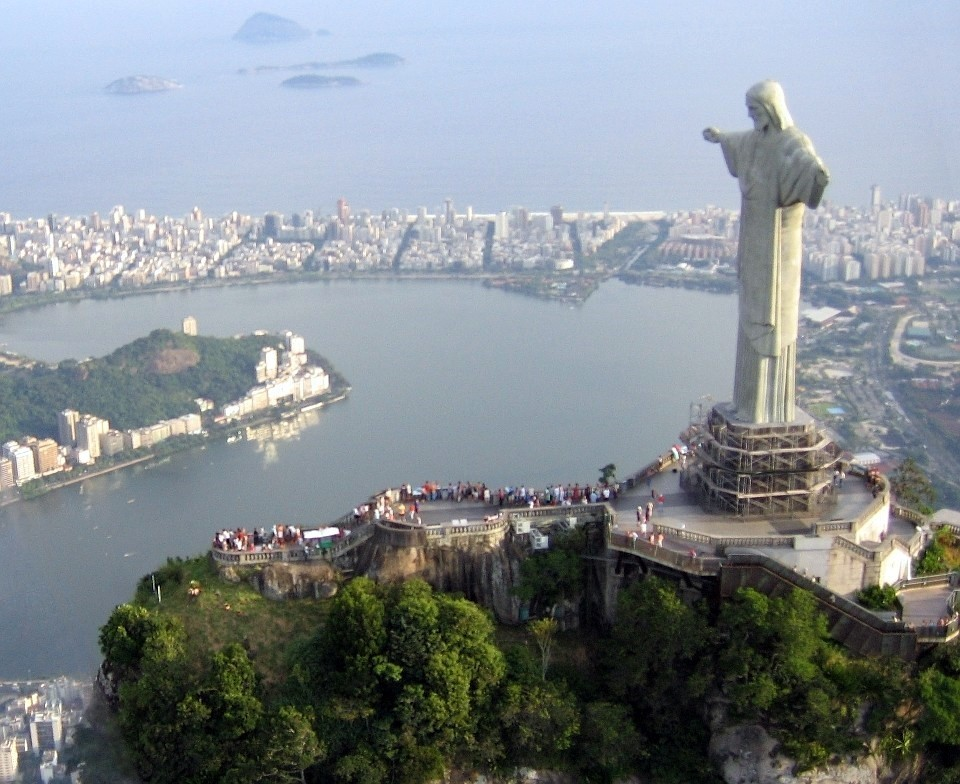
Kristus blickar ut över Rio

Heitor da Silva Costa var son till Jose da Silva Costa och Eleia Guimaraes. Efter grundskolan studerade Silva Costa vid tekniska högskolan vid Universidade Federal do Rio de Janeiro. Efter civilingenjörsexamen arbetade han med byggnader och monument, såsom Baron de Rio Branco och kejsarens staty i parken Boa Vista.
Silva Costa var gift med Maria Georgina Leitão.

### Cristo Redentor
År 1922 firade Brasilien 100 år av självständighet från Portugal. En grupp katolska präster föreslog att bygga ett landmärke i form av en stor staty av Kristus. En tävling utlystes och 1924 vann Silva Costas konstruktion med placering på berget Corcovado. Det var en teknisk utmaning, och han bestämde sig för att fara till Europa och undersöka byggnadsmaterialet betong. Silva Costa kontaktade den franska skulptören Paul Landowski och Skånska Cement som anlitades som en av entreprenörerna.  Statyn i Art déco står på en åtta meter hög sockel och är gjord i armerad betong med ett ytskikt i täljsten.